# Diocèse de Ciudad Quesada
Le diocèse de Ciudad Quesada (en latin : Dioecesis Civitatis Quesadensis ; en espagnol : Diócesis de Ciudad Quesada) est un diocèse de l'Église catholique appartenant à la région ecclésiastique du Costa Rica et suffragant de l'archidiocèse de San José de Costa Rica.

## Territoire
Le diocèse s'étend sur deux provinces du Costa Rica. Une partie est située dans la province de Alajuela, avec l'autre fraction de cette province gérée par les diocèses d'Alajuela et Tilarán-Liberia. L'autre partie est dans la province d'Heredia dont l'autre fraction est gérée par l'archidiocèse de San José de Costa Rica.
Son territoire est d'une superficie de 9 838 km2 divisé en 19 paroisses. L'évêché est à Ciudad Quesada  où se trouve la cathédrale Saint Charles Borromée.

## Histoire
Le diocèse est érigé le 25 juillet 1995 par la bulle Maiori Christifidelium Bono du pape Jean-Paul II en prenant sur les territoires des diocèses d'Alajuela et de Tilarán. Le 1er évêque est Ángel San Casimiro Fernández, religieux augustin récollet qui est consacré le 7 octobre 1995. La même année, la paroisse saint Charles Borromée est élevé au rang de cathédrale.

## Évêques
- Ángel San Casimiro Fernández, O.A.R (1995-2007) nommé évêque d'Alajuela
  - Ángel San Casimiro Fernández, O.A.R (2007-2008) administrateur apostolique
- Oswaldo Brenes Álvarez (2008-2012)
  - Sede vacante (2012-2014)
- José Manuel Garita Herrera (2014- )